# Saccharose-Epichlorhydrin-Copolymer
Saccharose-Epichlorhydrin-Copolymer ist ein synthetisch hergestelltes Copolymer aus Saccharose und Epichlorhydrin, das sich leicht in Wasser löst. Das Molekül ist stark verzweigt und reagiert in wässriger Lösung neutral.
Das Copolymer findet bei der Dichtegradientenzentrifugation in der biochemischen Analytik Verwendung.

## Herstellung
Saccharose-Epichlorhydrin-Copolymer wird aus Saccharose und Epichlorhydrin copolymerisiert. Die Dichte des Copolymers kann dabei beeinflusst werden. Für die Gradientenzentrifugation wird eine Dichte von 1 bis 1,2 g/ml eingesetzt.

## Verwendung
Saccharose-Epichlorhydrin-Copolymer wird in der biologischen und medizinischen Forschung und Diagnostik zur Isolierung von mononukleären Zellen (PBMC) unter den Markennamen Ficoll, Histopaque oder Polysucrose verwendet. Als Bestandteil des Probenpuffers für Agarosegele erhöht es die Dichte der in die Probentaschen eingebrachten DNA-haltigen Lösung, die dadurch länger in den Taschen verbleibt. Saccharose-Epichlorhydrin-Copolymere haben aufgrund ihrer hohen molaren Masse (Ficoll 400: durchschnittlich 400 kDa) praktisch keine osmotische Aktivität und sind daher insbesondere für die Dichtegradientenzentrifugation besser geeignet als Saccharose.